# Standing Bear (Ponca)

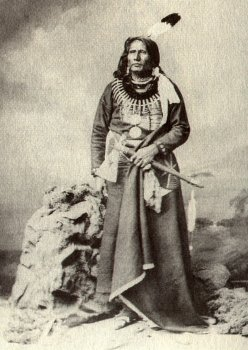
Häuptling der Ponca Standing Bear

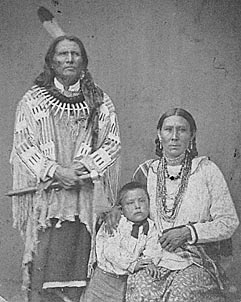
Häuptling Standing Bear mit Frau

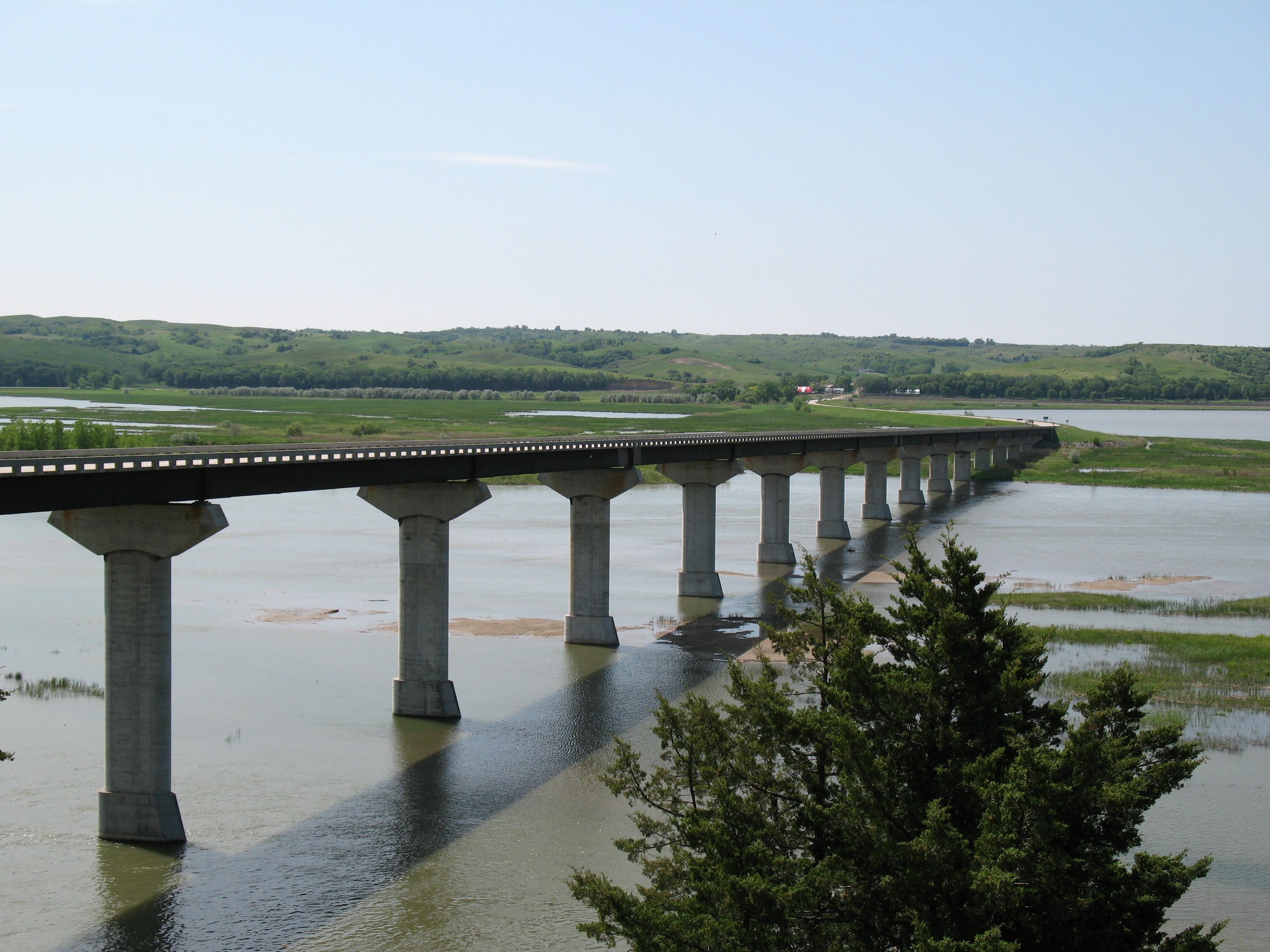
Nach dem Häuptling ist eine Missouri Brücke, die 'Chief Standing Bear Memorial Bridge' benannt. Sie Verbindet South Dakota und Nebraska.

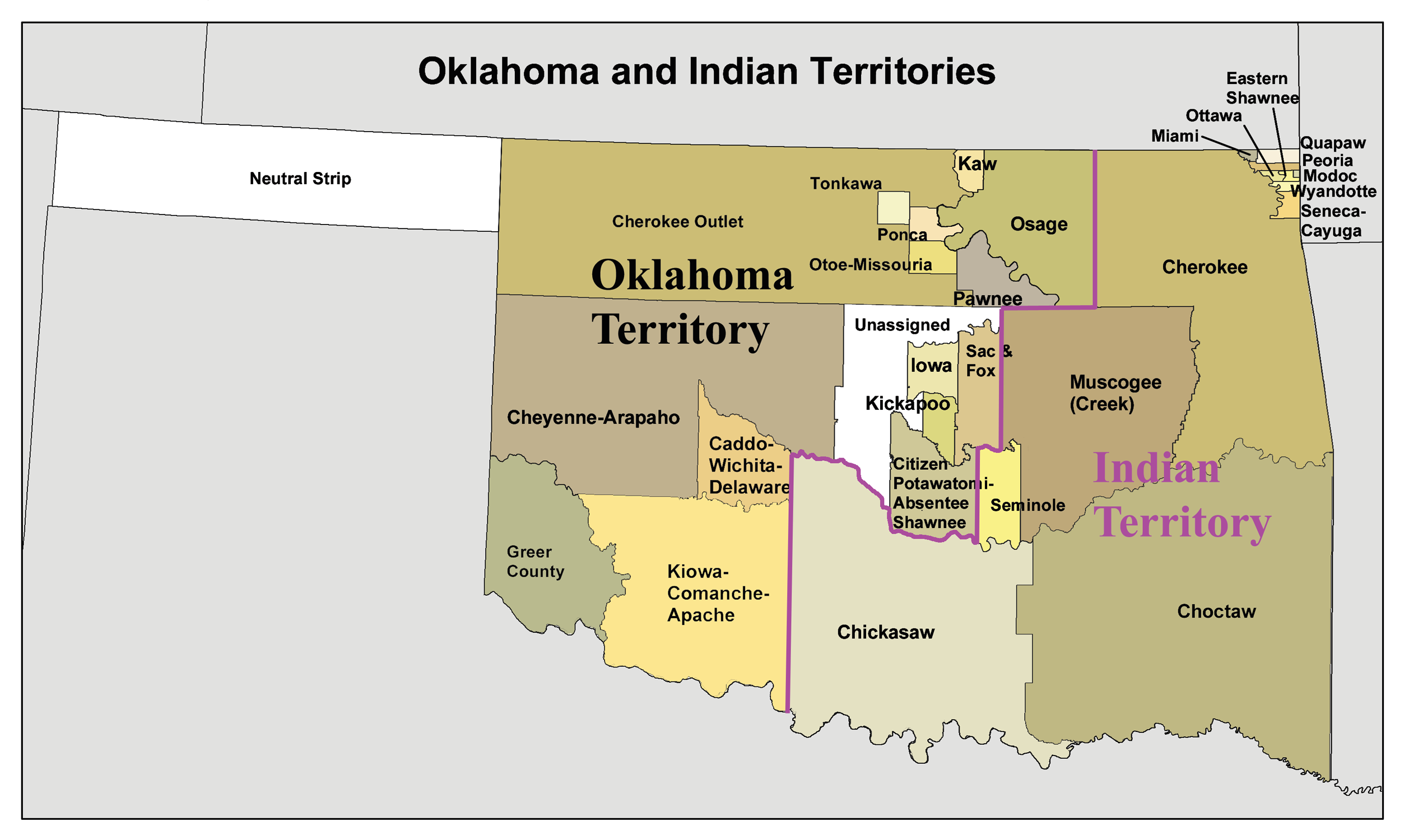
Karte des Indianer Territoriums mit dem den Ponca zugewiesenen Gebiet

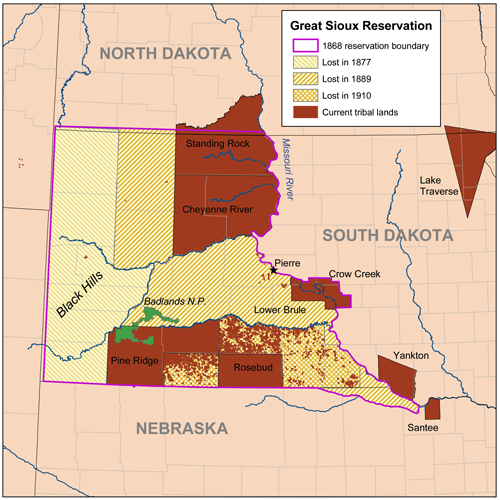
Karte der Great Sioux Reservation. Das Ponca Gebiet befindet sich südlich der Reservation mit Namen Yankton.

Standing Bear (1829–1908) war ein Häuptling der Ponca-Indianer im heutigen Nebraska. Bekannt wurde er durch ein Gerichtsverfahren Standing Bear v. Crook, welches am 30. April 1879 in Omaha stattfand, und in dem festgestellt wurde, dass es sich bei Indianern auch um Menschen handelt, die auch Anspruch auf die Grundrechte der Amerikanischen Verfassung genießen. Standing Bear klagte in diesem Prozess gegen seine Internierung in einem Militärlager in Omaha, Nebraska. Dabei diente ihm Susette La Flesche, eine Omaha-Indianerin als Dolmetscherin, und wurde durch dieses Gerichtsverfahren bekannt. Standing Bear gilt als Sinnbild für die Unterdrückung der indigenen Bevölkerung im heutigen Nebraska und in den Vereinigten Staaten. Für alle Beteiligten unerwartet erklärte das Gericht die Internierung für illegal und Standing Bear und seine Gefolgsleute mussten aus der Internierung durch die US-Armee entlassen werden.

## Leben
Häuptling Standing Bear wurde 1829 in der damaligen Heimat der Ponca-Indianer am Niobrara im heutigen US-Bundesstaat Nebraska geboren. Er wuchs im Spannungsfeld der amerikanischen Ureinwohner auf. In seiner Jugend kam es des Öfteren zu blutigen Konflikten mit den Erzfeinden der Ponca, den Sioux und den Pawnee. Die Ponca lebten als Bauern und Jäger. Im Sommer bauten sie Mais und Gemüse an, im Winter gingen sie auf die Büffeljagd. Doch während seiner Jugend mussten sich die Ponca mehr auf ihre Feldarbeit als Nahrungsquelle konzentrieren, da die kriegerischen Auseinandersetzungen mit ihren Feinden die Bisonjagd immer schwieriger machte.
Durch den Kansas-Nebraska Act stieg die Zahl der weißen Siedler kontinuierlich an und die Angriffe der Brulé- und Oglala-Sioux wurden immer stärker. Deswegen traten sie einen Großteil ihres Stammesgebietes in einem Vertrag 1858 mit den Vereinigten Staaten an die Bundesregierung ab, reservierten sich aber ein Gebiet am Aowa Creek und am Niobrara im heutigen nordöstlichen Nebraska.
Doch die vertraglich zugesicherte Hilfe durch die Vereinigten Staaten blieb aus. Das Land war für den traditionellen Anbau von Mais und Früchten ungeeignet, die Angriffe der Sioux wurden immer stärker und die US-Armee kam nicht zu ihrer Hilfe. Deswegen tauschten die Ponca das reservierte Gebiet 1865 mit einem anderen Gebiet von 96.000 Acres (388 km²) an der Mündung des Niobrara in den Missouri. Dieses Gebiet war fruchtbarer und besser zu verteidigen.
1868 kam es zur Unterschreibung des Vertrags von Fort Laramie zwischen den Sioux-Indianern und der Regierung der Vereinigten Staaten. Die Sioux konnten damals aus einer starken Position heraus verhandeln, hatten sie doch gerade den Krieg um den Bozeman Trail in Montana gegen die US-Armee gewonnen. Mit diesem Vertrag entstand die Great Sioux Reservation. Doch die Verfasser des Vertrags hatten schlicht den Vertrag von 1865 mit den Ponca übersehen. 96.000 Acre Land waren nun zweimal reserviert worden. Offiziell war das Gebiet an die verfeindeten Brulé-Sioux-Indianer vergeben worden.
In diesen bewegten Zeiten wurde Standing Bear zum Häuptling der Ponca gewählt und heiratete Zazette (Susette) Primeau. Das Paar hatte mehrere Kinder. Am 23. September 1875 unterzeichneten Standing Bear und andere Häuptlinge der Ponca ein Dokument mit dem Indianeragenten A. J. Carrier, das ihre Umsiedlung ins Indianer-Territorium im heutigen Oklahoma vorsah. Standing Bear behauptete später, er und die anderen Häuptlinge hätten die Unterschrift aufgrund eines Missverständnisses geleistet. Sie gingen davon aus, ein neues Gebiet in der Nähe von Omaha im heutigen Nebraska zu bekommen, und nicht in Oklahoma.
1877 bekam der Indianeragent E. C. Kemble vom Innenministerium den Auftrag, eine Mission der Ponca-Häuptlinge in das Indianer-Territorium vorzubereiten. Mit der Mission sollte ein Gebiet für die Ponca gefunden werden. Am 2. Februar machten sich der Indianeragent, Häuptling Standing Bear und zehn weitere Führer der Ponca auf den 500 Meilen langen Weg nach Oklahoma. Aber die Reise war vom Indianeragenten schlecht vorbereitet gewesen. Eigentlich sollte die Gruppe die Häuptlinge der Osage treffen, in deren Gebiet die Ponca eine neue Heimat finden sollte. Ein Großteil der Osage-Führer war nicht anwesend. Dadurch konnte nichts erreicht werden. Auch waren die Ponca mit dem Gebiet in Oklahoma nicht einverstanden. Sie wollten wieder zurück in ihre Heimat. Doch Kemble weigerte sich, die Gruppe nach Nebraska zurückzuführen. Darauf machten sich die Ponca allein auf den Rückweg. Nach einer harten Reise im bitteren Winter erreichten sie ihre alte Heimat am 2. April 1877. Doch Indianeragent Kemble war schneller und traf vor den Ponca am Niobrara ein. Auch hatte er Befehle aus Washington, die Ponca nach Oklahoma umzusiedeln, notfalls mit Gewalt. Am 16. April 1877 startete eine Gruppe Ponca unter der Führung von Standing Bear die lange Reise nach Oklahoma, begleitet von Truppen der US-Armee. Es war eine beschwerliche Reise in schlechtem Wetter auf der neun Mitglieder der Gruppe starben, unter anderem die Tochter von Standing Bear Prairie Flower. Den Ponca wurde ein Gebiet in der Quapaw-Reservation zugewiesen, aber das Land war nicht gut für Gemüsegärten und Maisanbau. Die versprochenen Hilfen und Gelder blieben aus. Die Ponca hungerten und etwa ein Drittel der Gruppe starb in den folgenden zwei Jahren, die meisten an Malaria. Als der Sohn von Sitting Bear, Bear Shield, im Januar 1879 starb, wollte die Gruppe nur nach Nebraska zurück, um ihn zu begraben. Dies war sein letzter Wunsch gewesen. Am 4. April 1879 erreichte die Ponca-Gruppe nach einer weiteren beschwerlichen Reise die Omaha-Reservation in Nebraska, doch sie hatten ihr zugewiesenes Reservat ohne Genehmigung der Bundesregierung und des Innenministeriums verlassen und wurden in von General George Crook und seinen Truppen in Omaha verhaftet. Standing Bear und seine Gruppe wurden in Fort Omaha interniert. Die Zustände dort waren schlecht. Viele der Gruppe wurden krank. Auch die Pferde der Ponca waren zu schwach, um eine Rückkehr nach Oklahoma zu ermöglichen. Der Journalist Thomas Henry Tibbles von der Omaha Daily Herald erfuhr vom Schicksal der Ponca Gruppe. Es ist nicht klar, wie er davon erfuhr, aber es gibt Hinweise, dass General Crook ihm die Informationen gegeben hat, weil der General selber mit der Situation unzufrieden war, und er glaubte die Internierung wäre unmenschlich gewesen. Er soll gemeint haben "I’ve been forced many times by orders from Washington to do most inhuman things in dealing with the Indians, but now I’m ordered to do a more cruel thing than ever before." (Mir wurden viele Male aus Washington unmenschliche Befehle gegeben, aber jetzt werden mir noch größere Grausamkeiten befohlen.) Am 31. August lud der General den Journalisten in das Fort zu einem Treffen mit Standing Bear ein, nachdem der Journalist in Artikeln auf das Schicksal der Ponca aufmerksam gemacht hatte. Auf die Frage, warum die Gruppe Oklahoma verlassen hätten, antwortete Standing Bear: "At last I had only one son left; then he sickened. When he was dying, he asked me to promise him one thing. He begged me to take him, when he was dead, back to our old burying ground by the Swift running Waters, the Niobrara. I promised. When he died, I, and those with me, put his body into a box and then in a wagon, and we started North." (Zum Schluss hatte ich nur noch einen Sohn. Als dieser im Sterben lag, bat er mich um einen Wunsch. Er bat mich ihn, wenn er tot sei, am Niobrara zu begraben. Als er starb, legte ich ihn in einen Sarg, lud diesen auf einen Wagen und ich und meine Gruppe fuhren nach Norden.) General Crook, der schon des Öfteren Zweifel in Washington an der Indianerpolitik der Vereinigten Staaten angemeldet hatte, versuchte zusammen mit dem Journalisten Washington von einem humaneren Vorgehen gegen die Gruppe zu überzeugen. Crook drohte sogar mit Rücktritt. Sie versuchten die Regierung zu überzeugen, dass die Gruppe nicht gezwungen werden sollte, nach Oklahoma zurückzukehren. Tipples begann, Artikel in Zeitungen an der Ostküste zu veröffentlichen und hatte Erfolg. Mehrere Rechtsanwälte boten sich an, den Internierten bei einem Prozess in Washington beizustehen, darunter John L. Webster, ein Rechtsanwalt aus Omaha und A. J. Poppleton, Rechtsanwalt der Union Pacific Railroad. Die beiden Rechtsanwälte reichten eine Petition beim United States District Court in Omaha ein. Das Verfahren erhielt den Namen 'Standing Bear v. Crook', da offiziell der General die Gruppe in seiner Garnison in Ohama festhielt.
Das Verfahren wurde am 30. April 1879 eröffnet und dauerte zwei Tage. Dabei kam der 14. Zusatzartikel zur Verfassung der Vereinigten Staaten zum Tragen. Dieser besagt: 'Alle Personen, die in den Vereinigten Staaten geboren oder eingebürgert sind und ihrer Gesetzeshoheit unterstehen, sind Bürger der Vereinigten Staaten und des Einzelstaates, in dem sie ihren Wohnsitz haben. Keiner der Einzelstaaten darf Gesetze erlassen oder durchführen, die die Vorrechte oder Freiheiten von Bürgern der Vereinigten Staaten beschränken, und kein Staat darf irgend jemandem ohne ordentliches Gerichtsverfahren nach Recht und Gesetz Leben, Freiheit oder Eigentum nehmen oder irgend jemandem innerhalb seines Hoheitsbereiches den gleichen Schutz durch das Gesetz versagen.' Die Regierung der Vereinigten Staaten, vertreten durch Staatsanwalt G. M. Lambertson, vertrat die Position, dass dieser Artikel keine Anwendung auf Standing Bear und seine Ponca finden sollte, da er kein Staatsbürger der Vereinigten Staaten sei. Er führte an, dass die Ponca kein zivilisiertes Leben führen würden, von der Regierung abhängig seien und deshalb nicht als Bürger der Vereinigten Staaten gelten könnten. Auch wären sie in ihrer traditionellen Stammesgesellschaft verpflichtet und würden die Regierung der Vereinigten Staaten nicht anerkennen. Die Rechtsanwälte führten aus, dass die Ponca sehr wohl zivilisiert seien, Landwirtschaft betrieben und sich sehr bemüht hätten, sich in die Gesellschaft der Vereinigten Staaten zu integrieren. Der Zusatzartikel müsste auch für die Ponca gelten. Die Regierung hätte kein Recht, sie gegen ihren Willen im Fort Omaha festzuhalten und nach Oklahoma ins Indianer-Territorium auszuschaffen. Auch wäre die Vergabe des Landes an die Sioux illegal gewesen.
Häuptling Standing Bear hielt eine Rede vor dem Gericht, in der er meinte:
"That hand is not the color of yours, but if I pierce it, I shall feel pain. If you pierce your hand, you also feel pain. The blood that will flow from mine will be the same color as yours. I am a man. God made us both."
Diese Hand hat nicht die gleiche Farbe wie ihre. Aber wenn ich sie steche, fühle ich Schmerzen. Wenn du in deine Hand stichst, fühlst du Schmerzen. Das Blut, was in meiner Hand fließt, hat die gleiche Farbe wie das Blut eurer Hand. Ich bin ein Mensch. Gott hat uns beide erschaffen.
Nach kurzer Beratung entschied das Gericht, und Richter Elmer Dundy verkündete, dass der 14. Zusatzartikel sehr wohl auf die Ponca anzuwenden sei. Auch erklärte der Richter die zwangsweise Ausschaffung der Gruppe nach Oklahoma für illegal. Dies überraschte viele Beobachter des Prozesses. Standing Bear wurde nach wenigen Tagen freigelassen. Das Urteil war eine Entscheidung mit weitreichenden Konsequenzen. Das erste Mal wurden Indianer zu 'Bürgern' erklärt und Standing Bear und seine Gruppe konnten das Niobrara Tal, das Land ihrer Vorfahren bewohnen.
Nach seiner Freilassung unternahm Sitting Bear jahrelange Reisen durch den Osten der Vereinigten Staaten und setzte sich für die Sache der Ureinwohner ein. 1884 kehrte er in seine Heimat an den Niobrara zurück, wo er 1908 verstarb.